# Kenny Tete
Kenny Tete (ur. 9 października 1995 w Amsterdamie) – holenderski piłkarz grający na pozycji obrońcy w angielskim klubie Fulham F.C.

## Kariera klubowa
Swoją karierę piłkarską Tete rozpoczął w klubie AVV Zeeburgia. W 2005 roku trafił do szkółki piłkarskiej Ajaksu Amsterdam. W 2013 roku awansował do młodzieżowej drużyny Ajaksu, grającej w Eerste divisie. Zadebiutował w niej 5 sierpnia 2013 w wygranym 2:0 domowym meczu z Telstarem Velsen-IJmuiden. W sezonie 2014/2015 stał się również członkiem pierwszej drużyny, a 5 lutego 2015 zaliczył swój debiut w Eredivisie w przegranym 0:1 domowym meczu z AZ Alkmaar, gdy w 69. minucie zmienił Jaïro Riedewalda. W sezonie 2014/2015 wywalczył z Ajaksem wicemistrzostwo Holandii. 10 lipca 2017 został nowym zawodnikiem Olympique Lyon.
| Sezon   | Klub           | Kraj     | Rozgrywki        | Mecze | Gole |
| ------- | -------------- | -------- | ---------------- | ----- | ---- |
| 2013/14 | Jong Ajax      | Holandia | Eerste divisie   | 26    | 0    |
| 2014/15 | Jong Ajax      | Holandia | Eerste divisie   | 24    | 2    |
| 2014/15 | AFC Ajax       | Holandia | Eredivisie       | 5     | 0    |
| 2015/16 | AFC Ajax       | Holandia | Eredivisie       | 21    | 0    |
| 2016/17 | AFC Ajax       | Holandia | Eredivisie       | 5     | 0    |
| 2017/18 | Olympique Lyon | Francja  | Ligue 1          | 17    | 1    |
| 2018/19 | Olympique Lyon | Francja  | Ligue 1          | 13    | 0    |
| 2019/20 | Olympique Lyon | Francja  | Ligue 1          | 18    | 0    |
| 2020/21 | Fulham F.C.    | Anglia   | Premier League   | 22    | 0    |
| 2021/22 | Fulham F.C.    | Anglia   | EFL Championship | 20    | 2    |
| 2022/23 | Fulham F.C.    | Anglia   | Premier League   | 28    | 0    |

## Kariera reprezentacyjna
Od 2011 roku Tete gra w młodzieżowych reprezentacjach Holandii. W 2013 roku wystąpił z reprezentacją U-19 na Mistrzostwach Europy U-19.
10 października 2015 zadebiutował w dorosłej reprezentacji Holandii w wygranym 2:1 meczu eliminacji do Euro 2016 z Kazachstanem, rozegranym w Astanie.